# کلاته آقازاده (بام و صفی‌آباد)
کلاته آقازاده، روستایی در دهستان صفی‌آباد بخش مرکزی شهرستان بام و صفی‌آباد در استان خراسان شمالی ایران است.

## جمعیت
بر پایه سرشماری عمومی نفوس و مسکن در سال ۱۳۹۵، جمعیت این روستا برابر با ۴۶۹ نفر (۱۲۵ خانوار) بوده‌است.